# Wolfgangsee
De Wolfgangsee (oude naam Abersee) is een meer in Oostenrijk. Het ligt voornamelijk in Salzburg maar ook voor een klein deel in Opper-Oostenrijk. Het meer ligt in de regio Salzkammergut en is een populaire toeristische bestemming.

## Naamgeving
De oorspronkelijke naam van het meer is "Abersee". De eerste verwijzing naar het meer is "ad Abriani lacu" (Latijn voor "bij het Abrian meer") uit het jaar 788. De naam Abersee komt van een persoon met de Hoogduitse naam Aparin, die hier visrechten en/of bezittingen had. (Dezelfde motivering tot naamgeving komt ook bij andere meren in de omgeving voor.)
Het eerste gebruik van de naam Wolfgangsee (vernoemd naar het nabije dorp Sankt Wolfgang) is als "Wolfgangersee" in 1381, maar bleef lange tijd bijna ongebruikt. De reden van de definitieve verandering van de naam "Abersee" naar "Wolfgangsee" wordt toegeschreven aan het snel toenemende toerisme in het gebied na de Tweede Wereldoorlog. De Wolfgangsee is nu bijna niet meer bekend als "Abersee".

## Geografie
De Wolfgangsee heeft een oppervlakte van 13 km². Het ligt op een hoogte van 538 meter en is op het laagste punt 114 meter diep. Het meer heeft 3 bronnen, waarvan de belangrijkste de Zinkenbach is. De Zinkenbach komt uit in het meer bij de zuidelijke oever, bij Ischl. De gemiddelde afvoer is 5,4 m³/s en de (theoretische) watervernieuwingstijd is 3,9 jaar. De aangrenzende locaties Strobl, Sankt Gilgen, Abersee en Ried liggen op gebied van Salzburg, met alleen Sankt Wolfgang dat in Opper-Oostenrijk ligt.

## Geologie
Het meer werd gevormd door de eroderende werking van de Traungletsjer. Aan zowel het noordwestelijke als het zuidoostelijke uiteinde van het meer is een uitgebreide stuwwal die ook verdergaat in het bekken van het meer. Het meer lag in het begin van de Kwartaire ijstijd oorspronkelijk op ongeveer 600 meter. Rond 18.500 voor Christus lag het meer op 544 meter hoogte, bijna het huidige niveau van 538 meter. Door de komst van sediment van Zinkenbach veranderde het ongeveer 2 kilometer breed meer tot twee gedeeltes, verdeeld door een doorgang van 250 meter in breedte.